# Loxigilla noctis
El semillero gorjirrojo o comeñame antillano (Loxigilla noctis) es una especie de ave paseriforme de la familia Thraupidae, una de las dos perteneciente al género Loxigilla. Es nativa de las Antillas Menores.

## Distribución y hábitat
Se encuentra en Anguilla, Antigua y Barbuda; Bonaire, San Eustaquio y Saba, Dominica; Granada; Guadalupe, Martinica, Montserrat, Puerto Rico; San Cristóbal y Nieves, Santa Lucía, Isla de San Martín, San Vicente y las Granadinas, Islas Vírgenes Británicas e Islas Vírgenes de Estados Unidos.
Esta especie es común en una variedad de hábitats en todas las elevaciones, desde bosques secos y jardines hasta manglares y selvas húmedas.

## Sistemática

### Descripción original
La especie L. noctis fue descrita por primera vez por el naturalista sueco Carlos Linneo en 1766 bajo el nombre científico Fringilla noctis; su localidad tipo es: «Martinica».

### Etimología
El nombre genérico femenino Loxigilla es una combinación de los géneros Loxia, los piquituertos, y Fringilla, los pinzones, ambos del Viejo Mundo; y el nombre de la especie noctis proviene del latín y significa ‘noche’.

### Taxonomía
La especie Loxigilla barbadensis era considerada conespecífica con la presente.

### Subespecies
Según las clasificaciones del Congreso Ornitológico Internacional (IOC) y Clements Checklist/eBird v.2019 se reconocen ocho subespecies, con su correspondiente distribución geográfica:
- Loxigilla noctis coryi (Ridgway), 1898 – Montserrat e isla de San Cristóbal.
- Loxigilla noctis crissalis (Ridgway), 1898 – isla de San Vicente.
- Loxigilla noctis desiradensis Danforth, 1937 – isla Désirade.
- Loxigilla noctis dominicana (Ridgway), 1898 – Guadalupe, Marigalante, Dominica e Islas Los Santos.
- Loxigilla noctis grenadensis (Cory), 1892 – Granada.
- Loxigilla noctis noctis (Linnaeus), 1766 – Martinica.
- Loxigilla noctis ridgwayi (Cory), 1892 – Anguilla, isla San Martín, Antigua y Barbuda.
- Loxigilla noctis sclateri Allen, 1880 – Santa Lucia.